# 关东州总督府旧址
38°48′24″N 121°13′59″E / 38.80657°N 121.23318°E
关东州总督府旧址，位于中华人民共和国辽宁省大连市旅顺口区港湾街45号，为日本关东州总督府所在地。中华人民共和国成立后，此处被中国人民解放军接管。2013年，关东州总督府旧址被列为第七批全国重点文物保护单位，编号7-1663。